# Форкад, Эжен
Эже́н Форка́д (фр. Eugène Forcade; 1820, Марсель, — 1869, Булонь-Бийанкур) — французский публицист.

## Биография
Приобрёл уважение и известность как политический хроникёр «Обозрения двух миров» (фр. Revue des Deux Mondes); неоднократно подвергался судебным преследованиям за отзывы несочувственные Второй империи.
Основал еженедельник «Финансовая неделя» (фр. La Semaine financière) в 1854 году.
Нервное переутомление привело Форкада к тому, что в 1868 году на похоронах Манина он впал в умопомешательство, принявшее форму мании величия и скоро сведшее его в могилу.

## Творчество
Отдельные издания:
- «Révolution de Février» (1848),
- «Études historiques» (1853)
- «Histoire des causes de la guerre d’Orient» (1854).

Из статей Форкада, напечатанных в «Revue des deux Mondes», особенный интерес представляют статьи, помещавшиеся под заглавиями:
- «Essaistes et romanciers anglais»,
- «Portraits politiques anglais»,
- «Questions commerciales».